# Quevillon
Quevillon és un municipi francès situat al departament del Sena Marítim i a la regió de Normandia. L'any 2007 tenia 613 habitants.

## Demografia

### Població
El 2007 la població de fet de Quevillon era de 613 persones. Hi havia 220 famílies de les quals 37 eren unipersonals (4 homes vivint sols i 33 dones vivint soles), 69 parelles sense fills, 110 parelles amb fills i 4 famílies monoparentals amb fills.
La població ha evolucionat segons el següent gràfic:
Habitants censats

### Habitatges
El 2007 hi havia 237 habitatges, 227 eren l'habitatge principal de la família, 6 eren segones residències i 4 estaven desocupats. 234 eren cases i 2 eren apartaments. Dels 227 habitatges principals, 206 estaven ocupats pels seus propietaris, 20 estaven llogats i ocupats pels llogaters i 1 estava cedit a títol gratuït; 3 tenien dues cambres, 15 en tenien tres, 51 en tenien quatre i 158 en tenien cinc o més. 208 habitatges disposaven pel capbaix d'una plaça de pàrquing. A 71 habitatges hi havia un automòbil i a 144 n'hi havia dos o més.

### Piràmide de població
La piràmide de població per edats i sexe el 2009 era:
| Homes | Edats   | Dones |
| ----- | ------- | ----- |
| 0     | 95 o +  | 0     |
| 0     | 90 a 94 | 0     |
| 0     | 85 a 89 | 0     |
| 0     | 80 a 84 | 4     |
| 8     | 75 a 79 | 16    |
| 8     | 70 a 74 | 12    |
| 16    | 65 a 69 | 4     |
| 4     | 60 a 64 | 12    |
| 16    | 55 a 59 | 16    |
| 32    | 50 a 54 | 36    |
| 16    | 45 a 49 | 8     |
| 20    | 40 a 44 | 16    |
| 20    | 35 a 39 | 32    |
| 16    | 30 a 34 | 16    |
| 4     | 25 a 29 | 12    |
| 12    | 20 a 24 | 16    |
| 20    | 15 a 19 | 8     |
| 16    | 10 a 14 | 12    |
| 12    | 5 a 9   | 8     |
| 20    | 0 a 4   | 8     |

## Economia
El 2007 la població en edat de treballar era de 395 persones, 280 eren actives i 115 eren inactives. De les 280 persones actives 272 estaven ocupades (145 homes i 127 dones) i 8 estaven aturades (5 homes i 3 dones). De les 115 persones inactives 48 estaven jubilades, 44 estaven estudiant i 23 estaven classificades com a «altres inactius».

### Ingressos
El 2009 a Quevillon hi havia 215 unitats fiscals que integraven 602,5 persones, la mediana anual d'ingressos fiscals per persona era de 21.684 €.

### Activitats econòmiques
Dels 16 establiments que hi havia el 2007, 5 eren d'empreses de construcció, 4 d'empreses de comerç i reparació d'automòbils, 1 d'una empresa de transport, 2 d'empreses immobiliàries, 3 d'empreses de serveis i 1 d'una entitat de l'administració pública.
Dels 5 establiments de servei als particulars que hi havia el 2009, 1 era un paleta, 2 fusteries, 1 empresa de construcció i 1 agència immobiliària.
L'any 2000 a Quevillon hi havia 8 explotacions agrícoles que ocupaven un total de 488 hectàrees.

## Equipaments sanitaris i escolars
El 2009 hi havia una escola elemental.

## Poblacions més properes
El següent diagrama mostra les poblacions més properes.